# Silvestar IV., protupapa
Protupapa Silvestar IV., rođen kao Maginulf, katolički protupapa od 1105. do 1111. godine. 